# 遠別町立遠別小学校
遠別町立遠別小学校（えんべつちょうりつ えんべつしょうがっこう）は、北海道天塩郡遠別町字本町にある公立小学校。

## 概要
- 学級数 - 6
- 児童数 - 113
- 本務教員数 - 16
- 本務職員数 - 4
- 校長 - 安田善見
- 学校給食 - あり

### 年表
- 1900年 - 遠別第一簡易教育所として創立。当時の児童数は22名。
- 1903年 - 遠別尋常小学校として設立。
- 1912年 - 高等科併設。
- 1960年 - 開校60周年。児童数が17学級723名となり歴代最高となる。
- 1968年 - 久光小学校を統合。
- 1969年 - 北里小学校を統合。
- 1972年 - 啓明小学校を統合。
- 1978年 - 金浦小学校を統合。
- 1982年 - 学校給食開始。
- 1982年 - 丸松小学校を統合。
- 1988年 - 歌越小学校を統合。
- 1999年 - 中央小学校を統合[1]。
- 2000年 - 清川小学校を統合。
- 2000年 - 開校100周年。

## 交通
- 沿岸バス - 特急はぼろ号「遠別」下車。

## 学校周辺
- 遠別町立遠別中学校
- 北海道遠別農業高等学校
- セイコーマート 遠別店
- 中央スーパー 遠別店
- 遠別駅跡